# Nejistota
Nejistota je duševní stav, v němž si člověk není jistý pravdivostí věty, nebo si není jistý účinky akce.
O patologické nejistotě jedince jakožto charakteristice osobnosti pojednávají články úzkost, panická porucha a zejména obsedantně-kompulzivní porucha.

## Teorie rozhodování

Taxonomie nejistoty

Nejistota, pokud jde o koncepci teorie rozhodování, je situace, ve které konkrétní rozhodnutí může způsobit různé účinky v závislosti na tom, která z možných stavů věcí nastane, vyznačující se tím, že jsou známy různé pravděpodobnosti.
Formálně, rozhodnutí učiněná v podmínkách nejistoty nazýváme třída rozhodovacích problémů, ve kterých je alespoň jedno rozhodnutí, které nemá rozdělení pravděpodobnosti následků.
Příklad: Máte nápad na nový produkt a chceme rozhodnout, zda otevřít společnost zabývající se výrobou a prodejem tohoto produktu. Nejsme schopni určit pravděpodobnost úspěchu naší společnosti, ale i přesto jsme se rozhodli ji dát šanci. Rozhodli jsme se tedy na základě nejistoty.
V praxi je téměř vždy nejistota definována jako subjektivní pravděpodobnost výskytu následků.